# Фавроль (Канталь)
Фавро́ль (фр. Faverolles) — колишній муніципалітет у Франції, у регіоні Овернь-Рона-Альпи, департамент Канталь. Населення — 303 осіб (2011).
Муніципалітет був розташований на відстані близько 440 км на південь від Парижа, 95 км на південь від Клермон-Феррана, 60 км на схід від Оріяка.

## Історія
До 2015 року муніципалітет перебував у складі регіону Овернь. Від 1 січня 2016 року належав до нового об'єднаного регіону Овернь-Рона-Альпи.
1 січня 2016 року Фавроль, Лубаресс, Сен-Жуст i Сен-Марк було об'єднано в новий муніципалітет Валь-д'Аркомі.

## Демографія
Динаміка населення (INSEE ):
Розподіл населення за віком та статтю (2006):
| Стать | Всього | До 15 років | 15-24 | 25-44 | 45-64 | 65-85 | Понад 85 |
| --- | ------ | ----------- | ----- | ----- | ----- | ----- | -------- |
| Чоловіки | 176    | 24          | 12    | 48    | 56    | 32    | 4        |
| Жінки | 120    | 8           | 0     | 20    | 44    | 44    | 4        |
| \| Статево-вікова піраміда \| Статево-вікова піраміда \| Статево-вікова піраміда \| \| ----------------------- \| ----------------------- \| ----------------------- \| \| Чоловіки \| Вік \| Жінки \| \| 4 \| 85 + \| 4 \| \| 12 \| 80-84 \| 8 \| \| 4 \| 75-79 \| 20 \| \| 4 \| 70-74 \| 4 \| \| 12 \| 65-69 \| 12 \| \| 16 \| 60-64 \| 0 \| \| 12 \| 55-59 \| 32 \| \| 16 \| 50-54 \| 4 \| \| 12 \| 45-49 \| 8 \| \| 20 \| 40-44 \| 4 \| \| 24 \| 35-39 \| 4 \| \| 0 \| 30-34 \| 8 \| \| 4 \| 25-29 \| 4 \| \| 4 \| 20-24 \| 0 \| \| 8 \| 15-20 \| 0 \| \| 4 \| 10-14 \| 0 \| \| 8 \| 5-9 \| 8 \| \| 12 \| 0-4 \| 0 \| |        |             |       |       |       |       |          |
| Статево-вікова піраміда |        |             |       |       |       |       |          |
| Чоловіки | Вік    | Жінки       |       |       |       |       |          |
| 4 | 85 +   | 4           |       |       |       |       |          |
| 12 | 80-84  | 8           |       |       |       |       |          |
| 4 | 75-79  | 20          |       |       |       |       |          |
| 4 | 70-74  | 4           |       |       |       |       |          |
| 12 | 65-69  | 12          |       |       |       |       |          |
| 16 | 60-64  | 0           |       |       |       |       |          |
| 12 | 55-59  | 32          |       |       |       |       |          |
| 16 | 50-54  | 4           |       |       |       |       |          |
| 12 | 45-49  | 8           |       |       |       |       |          |
| 20 | 40-44  | 4           |       |       |       |       |          |
| 24 | 35-39  | 4           |       |       |       |       |          |
| 0 | 30-34  | 8           |       |       |       |       |          |
| 4 | 25-29  | 4           |       |       |       |       |          |
| 4 | 20-24  | 0           |       |       |       |       |          |
| 8 | 15-20  | 0           |       |       |       |       |          |
| 4 | 10-14  | 0           |       |       |       |       |          |
| 8 | 5-9    | 8           |       |       |       |       |          |
| 12 | 0-4    | 0           |       |       |       |       |          |

## Економіка
2010 року серед 181 особи працездатного віку (15—64 років) 129 були активними, 52 — неактивними (показник активності 71,3%, у 1999 році було 69,5%). З 129 активних мешканців працювали 122 особи (72 чоловіки та 50 жінок), безробітними було 7 (2 чоловіки та 5 жінок). Серед 52 неактивних 15 осіб було учнями чи студентами, 21 — пенсіонерами, 16 були неактивними з інших причин.

У 2010 році в муніципалітеті числилось 144 оподатковані домогосподарства, у яких проживали 310,0 особи, медіана доходів виносила 12 450 євро на одного особоспоживача